# Josef Bohuslav Foerster

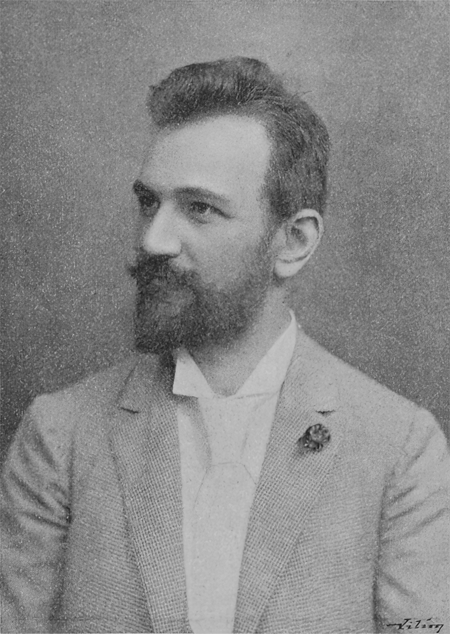
Josef Bohuslav Foerster, 1898.

Josef Bohuslav Foerster, född 30 december 1859 i Prag, död 29 maj 1951, var en tjeckisk kompositör, son till Josef Foerster.
Foerster blev 1918 lärare vid konservatoriet i Prag och från 1922 dess rektor. Han var en betydande kompositör med ett modernt tonspråk. Foerster har bland annat skrivit fem symfonier, symfoniska dikter, operorna Deborah, Marja, Eva, Jessika, Nepřemožení ("De obesegrade") och Srdace ("Hjärtat"), körverk, sånger, en violinkonsert samt piano- och kammarmusik.